# Cầu thăng bằng

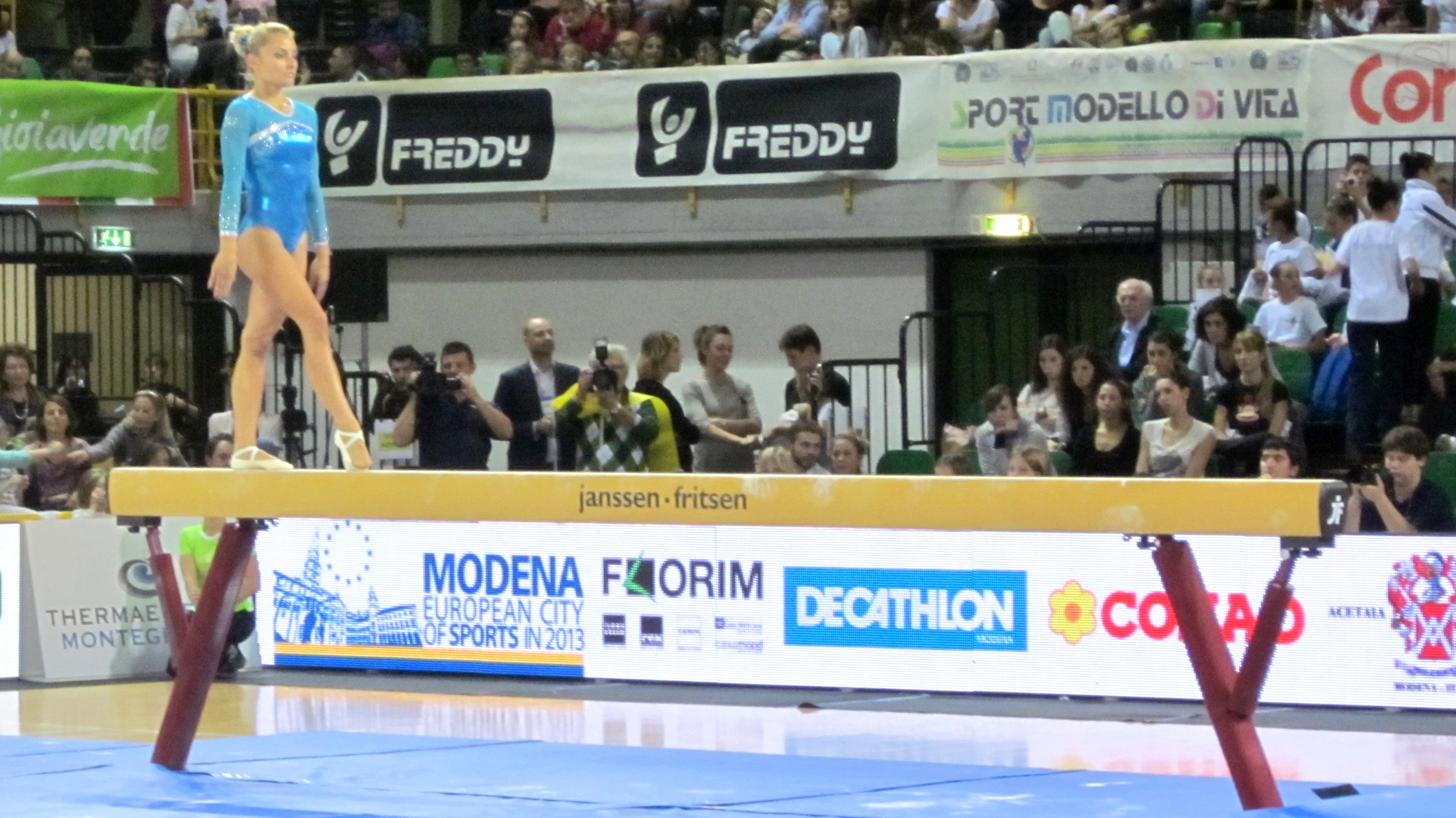
Một nữ vận động viên trên cầu thăng bằng

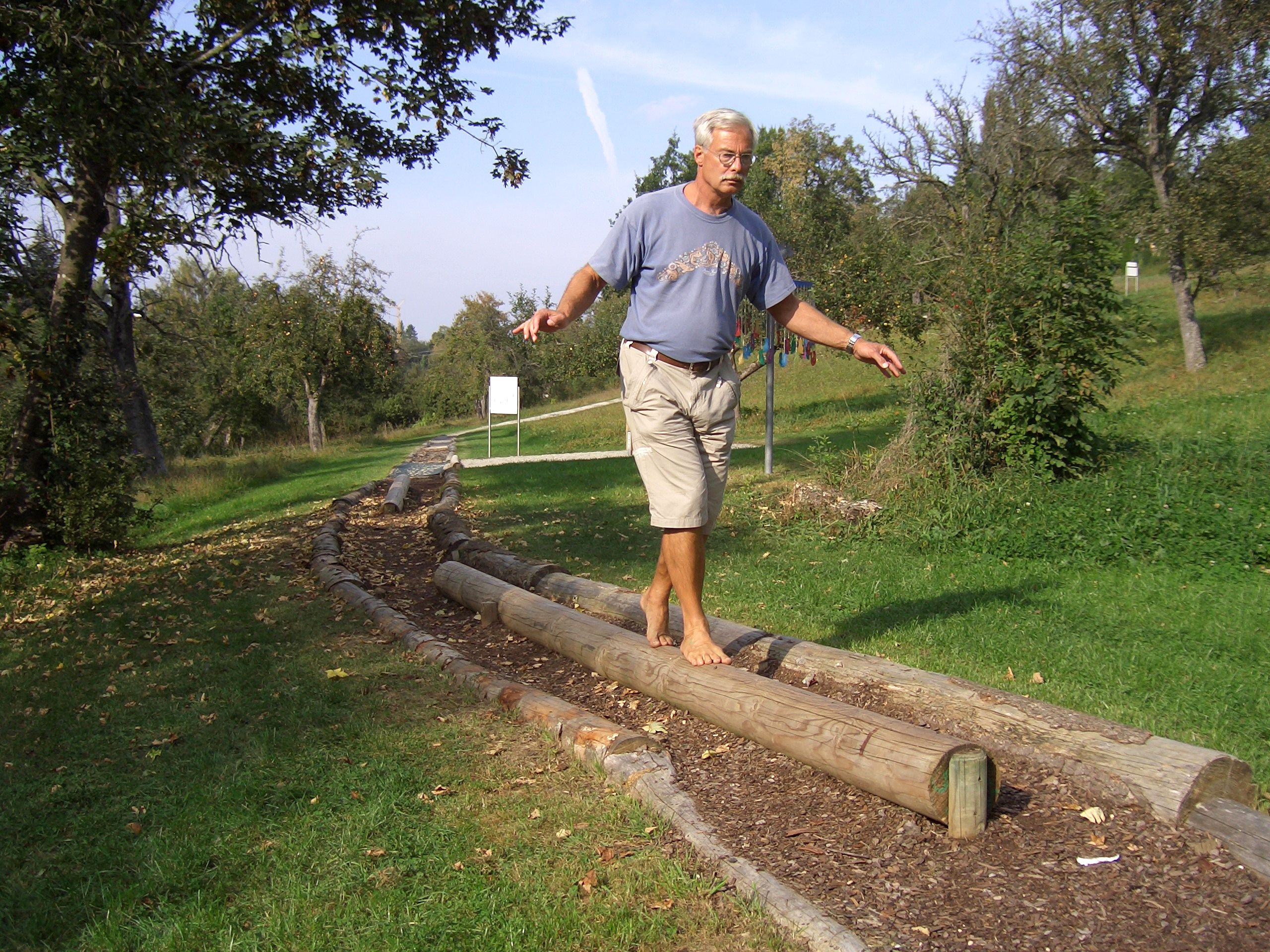
Cầu thăng bằng cũng có thể dùng để tập thể dục và giữ cân bằng cho cả nam và nữ, và các giờ thể dục trong trường học

Cầu thăng bằng (đôi khi cũng gọi là đòn cân bằng) là một dụng cụ thể dục của phụ nữ trong thể dục dụng cụ, cũng dùng cho các môn thi toàn năng. Dụng cụ bao gồm một đòn dài 5 m và rộng 10 cm bằng gỗ (đôi khi cũng bằng các vật liệu khác), nằm trên giá đỡ cao cách mặt đất khoảng 1,2 m. Thể dục trên cầu cân bằng là một môn bộ môn Thế vận hội từ năm 1936.
Thể dục dụng cụ tiêu biểu trên cầu thăng bằng bao gồm các động tác nhảy, giữ cân bằng, bật người về phía trước và ngược cũng như quay người. Đặc biệt, nhảy ngược chống tay (flic flac), lộn nhào và lùi, và "Roundoff", chống tay ngược đầu (trồng cây chuối), xoắn cũng là một phần của các tiết mục của các bài tập hiện đại trên cầu cân bằng.
Cầu thăng bằng cũng có thể dùng để tập thể dục và giữ cân bằng cho cả nam và nữ, và các giờ thể dục trong trường học.

## Thiết bị

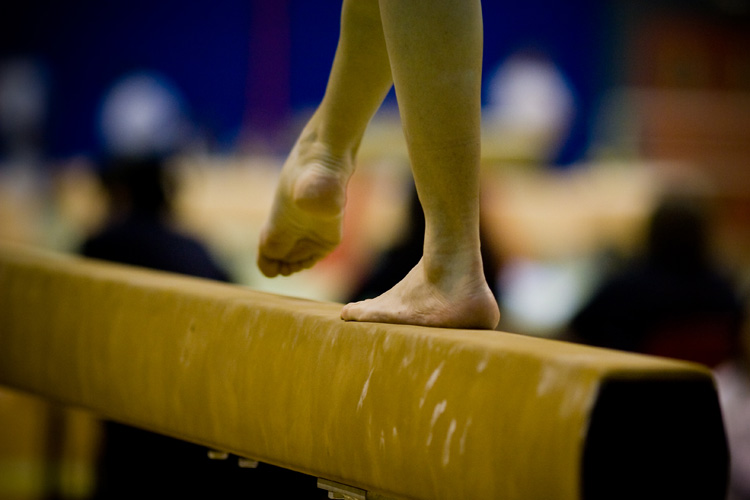
Cầu thăng bằng

Elisabetta Preziosa tại Thế vận hội 2012

Thiết bị cầu thăng bằng thường được dùng trong các cuộc thi đấu hiện đại được làm từ kim loại nhẹ được bao phủ với một bọc bằng chất liệu vải, nhung hoặc da giả. ở hai đầu được bổ sung với bọt để tránh bị thương khi rời khỏi. Thiết bị rẻ hơn được làm bằng gỗ thông và được phủ một lớp vải không trơn trượt.

## Huy chương vàng Thế vận hội ở nội dung cầu thăng bằng
Thế vận hội Mùa hè 1936 và 1948 chỉ có thi toàn năng toàn đội.
- 1952: Bản mẫu:SUN-1923 Nina Botscharowa
- 1956: Bản mẫu:HUN-1949 Ágnes Keleti
- 1960:  Tiệp Khắc Eva Bosáková
- 1964:  Tiệp Khắc Věra Čáslavská
- 1968: Bản mẫu:SUN-1955 Natalja Kutschinskaja
- 1972: Bản mẫu:SUN-1955 Olga Korbut
- 1976: Bản mẫu:ROU-1965 Nadia Comăneci
- 1980: Bản mẫu:ROU-1965 Nadia Comăneci
- 1984: Bản mẫu:ROU-1965 Ecaterina Szabó và Bản mẫu:ROU-1965 Simona Păuca
- 1988: Bản mẫu:ROU-1965 Daniela Silivaș
- 1992: Bản mẫu:EUN Tetjana Lyssenko
- 1996:  Hoa Kỳ Shannon Miller
- 2000:  Trung Quốc Liu Xuan
- 2004:  România Cătălina Ponor
- 2008:  Hoa Kỳ Shawn Johnson
- 2012:  Trung Quốc Deng Linlin
- 2016:  Hà Lan Sanne Wevers